# Virginia Gamba
Virginia Gamba Stonehouse (Ciudad de San Martín, 1954) es una diplomática argentina especialista en desarme, paz y seguridad humana. Desde abril de 2017 es Representante Especial del Secretario General de Naciones Unidas para la infancia y los conflictos armados.

## Trayectoria
Nació en San Martín, provincia de Buenos Aires, en 1954. Pasó su infancia en Bolivia y Perú y fue educada en Suiza, España y Reino Unido. Tiene una maestría en Estudios Estratégicos por la University College of Wales (1981) y un B.A. en Estudios españoles y americanos por la Universidad de Newcastle Upon Tyne.
Siguió de cerca la guerra de las Malvinas en 1982, trabajó como periodista y publicó varios libros sobre el conflicto, entre ellas "Señales de guerra" con el historiador británico Lawrence Freedman. Entre 1983 y 1987 fue profesora de estrategia de guerra de las Fuerzas Armadas y de la Gendarmería de Argentina.
Se desempeñó como profesora titular de la cátedra de Estudios de Seguridad de América Latina en el Departamento de Estudios de Guerra del King's College de Londres hasta 1991 cuando asumió la responsabilidad del área sobre desmilitarización, desmovilización y control de armas de la Fundación Macarthur de Chicago.
Inició su carrera internacional en 1992 como Directora del Programa de Desarme y Resolución de Conflictos del Instituto de las Naciones Unidas de Investigación sobre el Desarme en Ginebra.
Entre 1996 y 2001 fue responsable de la fundación Safer Africa que se encargó de las tareas de retirar las armas que habían quedado en Sudáfrica como consecuencia de años de guerra civil. En esa tarea trabajó junto al expresidente Nelson Mandela. Vivió en Pretoria durante esos años y desde allí fue asesora en temas de seguridad interna de más de una decena de países africanos. De 2001 a 2007 Directora de Interacciones Sur-Sur en SaferAfrica también en Sudáfrica. Como especialista en armamento, durante dos años (2007-2009) fue consultora experta de la Unión Europea para apoyar a la Unión Africana en el desarrollo de la estrategia de implementación del Enfoque común africano para combatir el tráfico ilícito de armas ligeras.
Regresó a Argentina en 2010 y trabajó como asesora internacional del Instituto de Seguridad Pública del gobierno porteño y de la Organización de Entidades Mutuales Americanas.
En 2012 publicó un libro semiautobiográfico: Chocolate chino en Budapest: Experiencias y esperanzas de una mujer sin fronteras
De 2012 a 2015 fue Directora y Adjunta del Alto Representante para Asuntos de Desarme en la Oficina de Asuntos de Desarme de las Naciones Unidas. En 2015 fue asistenta del Secretario General de la ONU y Jefa de la Organización para la Prohibición de Armas Químicas-Mecanismo de investigación conjunto de las Naciones Unidas establecido por resolución 2235 (2015) del Consejo de Seguridad sobre el uso de productos químicos como armas en Siria.
Desde 2015, forma parte del Consejo Académico de la Escuela de Política, Gobierno y Relaciones Internacionales de la Universidad Austral (Argentina).
En abril de 2017 fue nombrada por António Guterres, Secretario General de la ONU Representante Especial del Secretario General para la infancia y los conflictos armados sustituyendo a la argelina Leila Zerrougui.

## Premios y reconocimientos
En 1995 como miembro del Consejo Ejecutivo Pugwash (1985-1996) recibió el Premio Nobel de la Paz junto al profesor J. Rotblat por impulsar y defender el desarme nuclear en el mundo.

## Publicaciones
- Signals of War: The Falklands Conflict of 1982 por Lawrence Freedman y Virginia Gamba‐Stonehouse.
- El peón de la reina (1984)
- Estrategia, intervención y crisis (1985)

- Strategy in the Southern Oceans: A South American View (Studies in Contemporary Maritime Policy and Strategy)
- Chocolate chino en Budapest: Experiencias y esperanzas de una mujer sin fronteras (2012) Ed. Sudamericana ISBN 9789500737340